# 土岐英史
土岐英史（とき ひでふみ、1950年2月1日 - 2021年6月26日）は、日本のジャズサックス奏者。アルトサックスとソプラノサックスを演奏。ジャズ、フュージョン、R&B、ジャパニーズポップスなど、幅広いジャンルで活躍。
歌手の土岐麻子は長女。

## 略歴
兵庫県神戸市出身。大阪音楽大学中退後、鈴木勲のグループに参加。1971年宮間利之とニューハードにリード・アルトとして入団。その後日野皓正のグループに参加。
1975年初リーダー・アルバム『TOKI』を発表。1985年、山岸潤史(Gt)、続木徹(Key)らと共にChicken Shackを結成。1991年の活動停止までの間に6枚のオリジナルアルバムと2枚のカバー集を発表。その後、2013年に7枚目となるオリジナルアルバムを発表。山下達郎のバッキング・メンバーの一人としても有名で、1977年から2011年まで山下のツアーに参加していた。現在、山下のツアーに参加している宮里陽太は土岐の弟子。2021年6月26日、がんのため死去。71歳没。

## ディスコグラフィ（一部）

### リーダー作品
- 『TOKI』 - Toki（1975年5月録音）(TBM) 1975年
- 『シティ』 - City（1978年7月録音）(Baystate, BMG JAPAN) 1978年
- 『ブラジル』 - Brasil（1981年3月、4月録音）(RVC/Carnival) 1981年
- 『1:00 A. M.』 - 1:00 A. M.（1988年2月録音）(Meldac) 1988年
- 『イン・ア・センチメンタル・ムード 』 - In A Sentimental Mood（1992年6月録音）(BMG JAPAN) 1992年
- 『THE GOOD LIFE』 - The Good Life（1993年11月録音）(BMG JAPAN) 1994年
- 『ナイト・クルーズ』 - Night Cruise（1995年3月、4月録音）(BMG JAPAN) 1995年
- 『ザ・ワン』 - The One（2008年3月録音）(SPACE SHOWER MUSIC) 2008年
- 『シックス シックス』 - 6/6 SIX SIXTHS (Ragmania) 2011年
- 『MISSING WHAT?』 - Missing What? (VIVID SOUND) 2016年